# Zerlegungssatz von Alexandroff-Borsuk
Der Zerlegungssatz von Alexandroff-Borsuk (manchmal auch nur Zerlegungssatz von Borsuk genannt) ist ein mathematischer Lehrsatz über die Topologie des endlichdimensionalen euklidischen Raums. Er geht auf Paul Alexandroff und Karol Borsuk zurück und gibt eine Charakterisierung der den euklidischen Raum zerlegenden Kompakta unter Benutzung der Homotopietheorie. Der Satz steht in enger Verbindung mit dem Zerlegungssatz von Jordan-Brouwer.

## Formulierung des Zerlegungssatzes
Der Zerlegungssatz von Alexandroff-Borsuk lässt sich formulieren wie folgt:
Sei {\displaystyle K} eine kompakte Teilmenge des {\displaystyle {\mathbb {R} }^{n+1}}   ({\displaystyle n\in {\mathbb {N} }}).
Dann ist dafür, dass {\displaystyle K} den {\displaystyle {\mathbb {R} }^{n+1}} zerlegt, hinreichend und notwendig, dass eine wesentliche stetige Abbildung {\displaystyle f\colon K\to S^{n}} von {\displaystyle K} in die {\displaystyle n}-dimensionale Sphäre {\displaystyle S^{n}\subseteq {\mathbb {R} }^{n+1}} existiert.

### Erläuterungen
Man sagt, dass eine Teilmenge {\displaystyle K} des {\displaystyle {\mathbb {R} }^{n}} diesen zerlegt, wenn die Komplementmenge {\displaystyle \mathbb {R} ^{n}\setminus K} in der Unterraumtopologie unzusammenhängend ist, also aus mindestens zwei Zusammenhangskomponenten besteht.
Weiter nennt man eine stetige Abbildung {\displaystyle f\colon X\to Y} zwischen zwei topologischen Räumen {\displaystyle X} und {\displaystyle Y} wesentlich, wenn sie zu keiner konstanten Abbildung {\displaystyle C\colon X\to \{y\}\subseteq Y} homotop ist. Andernfalls nennt man {\displaystyle f} unwesentlich oder nullhomotop.

## Anwendung: Der qualitative Zerlegungssatz von Jordan-Brouwer
Die qualitative Zerlegungssatz von Jordan-Brouwer besagt Folgendes:
Wird eine kompakte Teilmenge {\displaystyle K\subseteq {\mathbb {R} }^{n+1}} durch eine injektive stetige Abbildung {\displaystyle h\colon K\to {\mathbb {R} }^{n+1}} innerhalb {\displaystyle {\mathbb {R} }^{n+1}} abgebildet und zerlegt {\displaystyle K} den {\displaystyle {\mathbb {R} }^{n+1}}, so zerlegt auch die Bildmenge {\displaystyle h(K)} den {\displaystyle {\mathbb {R} }^{n+1}}.
Den qualitativen Zerlegungssatz von Jordan-Brouwer erhält man aus dem Zerlegungssatz von Alexandroff-Borsuk unter Berücksichtigung der Tatsache, dass die wesentlichen stetigen Abbildungen von {\displaystyle K} und {\displaystyle h(K)} in die n-dimensionale Sphäre via {\displaystyle h} und {\displaystyle h^{-1}} einander umkehrbar eindeutig entsprechen.